# Мемориал Штойбена
Историческое место Штата «Мемориал Штойбена» (англ. Steuben Memorial State Historic Site) — парк штата, посвящённый Фридриху Штойбену и расположенный в восточной части одноимённого города, на Старр-Хилл-роад в округе Онайда, штат Нью-Йорк, США.

## История

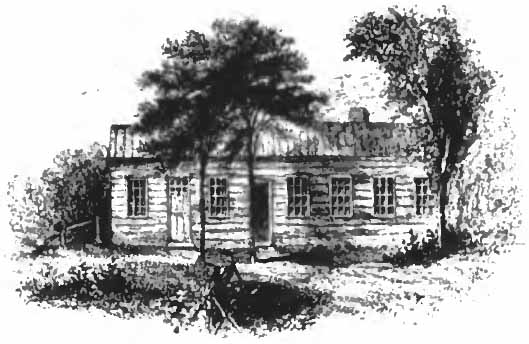
Бревенчатый дом Штойбена, 1900 год.

Парк назван в честь уроженца Пруссии барона Фридриха фон Штойбена, прозванного «инструктором по строевой подготовке американской революции» за его услуги, оказанные в 1777 году Бенджамину Франклину и Джорджу Вашингтону по подготовке армии США в Велли-Фордж, где он преобразил голодных оборванцев в эффективную боевую силу. После войны за независимость, Конгресс США предоставил Штойбену пожизненную ренту на большой участок земли размером в 16 тысяч акров в штате Нью-Йорк, где он построил двухкомнатный бревенчатый дом, в котором проводил каждое лето до своей смерти в 1794 году. Хоть в своем завещании Штойбен просил похоронить себя в безымянной могиле, в 1804 году его останки были перенесены на место, которое в настоящее время зовётся «Священной рощей». В 1870 году на могиле был заложен простой, но монументальный памятник, открытый в 1870 году. На бронзовой табличке на валуне у памятника выбита надпись — «Необходим для Достижения Американской Независимости». В 1930 году губернатор штата Нью-Йорк Франклин Рузвельт учредил и принял участие в открытии парка штата под названием «Мемориальный парк Штойбена». В 1937 году была открыта заново отстроенная из сруба точная копия дома Штойбена, обставленная некоторыми из его вещей и колониальной мебелью.
21 августа 2009 года мемориал был включён в Национальный реестр исторических мест под номером 09000635.

## Расположение
Мемориал Штойбену находится на Старр-Хилл-роуд в восточной части города Стюбен, примерно в 2,5 милях к западу от шоссе 12/28, у города Ремсен к северу от Ютики в округе Онайда, штат Нью-Йорк.
В настоящее время собственником мемориала является Управление штата Нью-Йорк по паркам, отдыху и историческому наследию, предлагающий его посетителям экскурсию по «Священной роще», посещение мемориальной могилы и воссозданной хижины Штойбена, а также сувенирный магазин и места для пикника с видом на долину могавков.